# Graflex

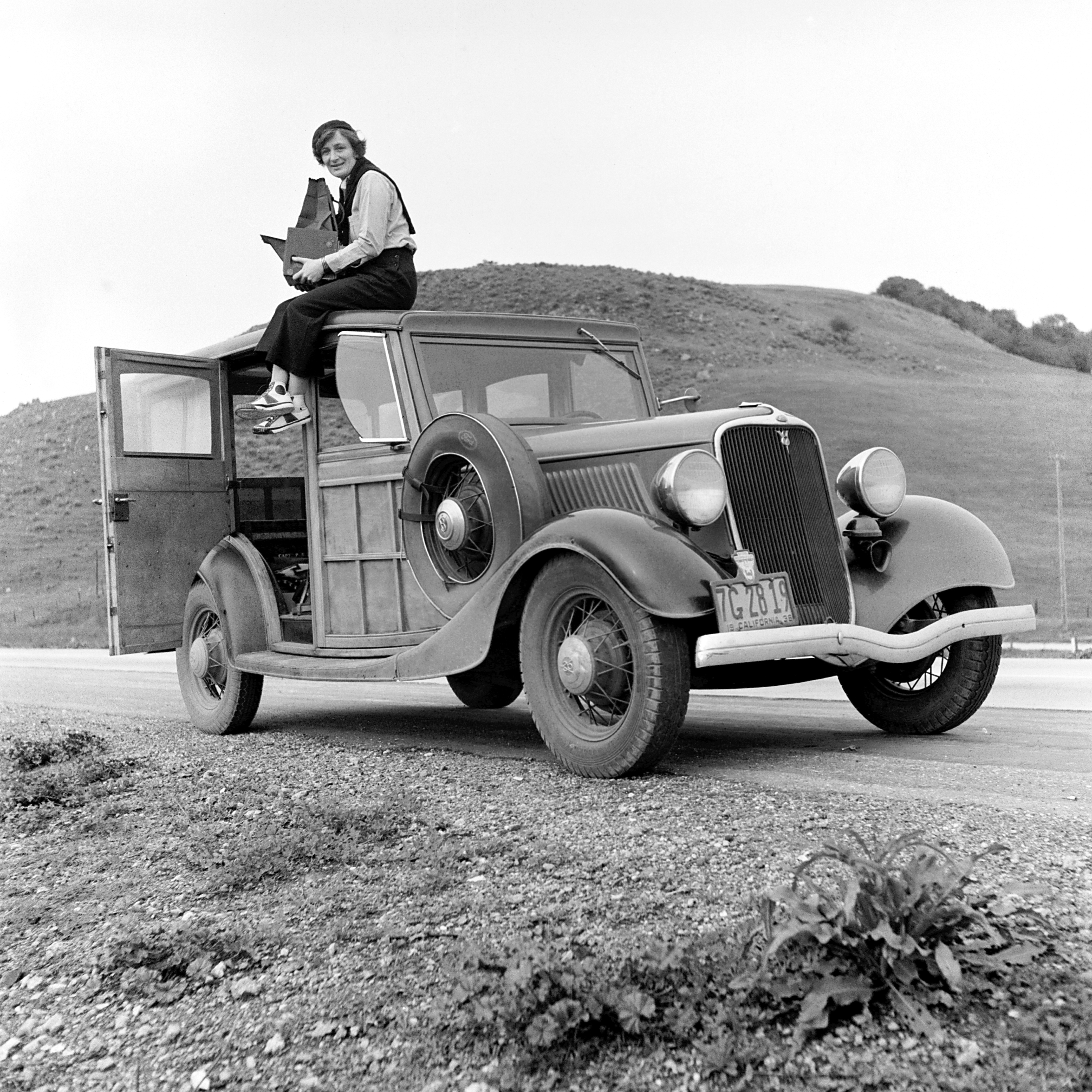
Dorothea Lange i Kalifornien på en Ford Model V8. Kameran är en Graflex 4x5 Series D.

Graflex var ett amerikanskt företag som tillverkade kameror.
Graflex grundades som Folmer and Schwing Manufacturing Company i staden New York 1887  av William F. Folmer och William E. Schwing. Det var ett metallföretag, som gjorde detaljer för gaslampor, ljusstakar och cyklar, samt så småningom kameror. 
Företaget köptes 1909 av George Eastman, varefter det flyttade till Rochester i staten New York 1928, som Folmer & Schwing Division av Eastman Kodak Company. År 1926 tvingades Kodak sälja divisionen, vilken då blev företaget Folmer Graflex Corporation, vilket 1946 namnändrades till Graflex Inc. År 1956 införlivades företaget i General Instrument Precision Company som en division, och flyttade då till Pittsford i staten New York. Kameradivisionen såldes 1966 till Singer Corporation.
Graflex var känt för sin pressfotografkamera Speed Graphic, vilken tillverkades i mer än 60 år mellan 1912 och 1973.